# Avant-lès-Ramerupt
Avant-lès-Ramerupt är en kommun i departementet Aube i regionen Grand Est (tidigare regionen Champagne-Ardenne) i nordöstra Frankrike. Kommunen ligger  i kantonen Ramerupt som ligger i arrondissementet Troyes. År 2022 hade Avant-lès-Ramerupt 156 invånare.

## Befolkningsutveckling
Antalet invånare i kommunen Avant-lès-Ramerupt
Referens: INSEE

## Galleri

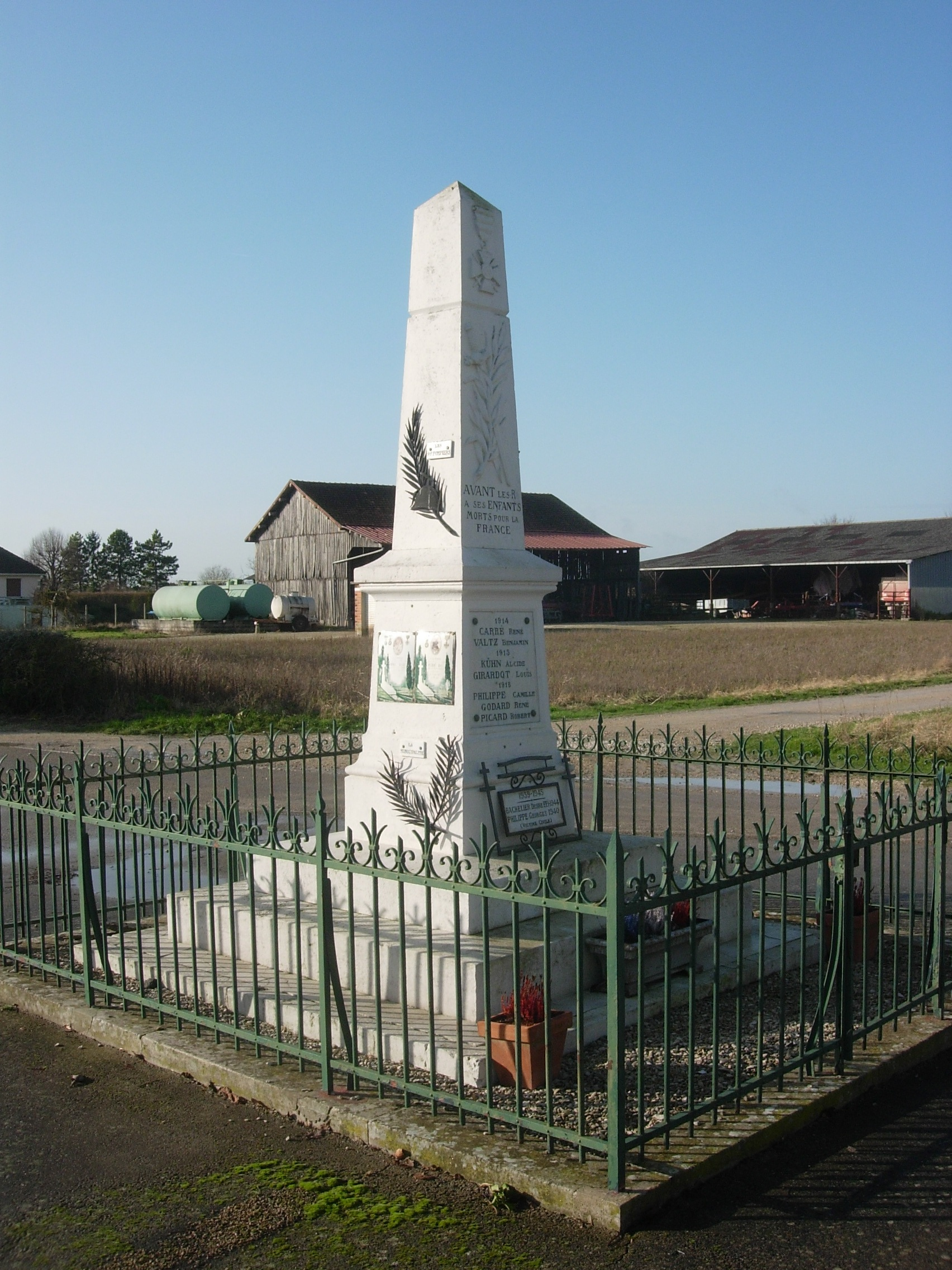
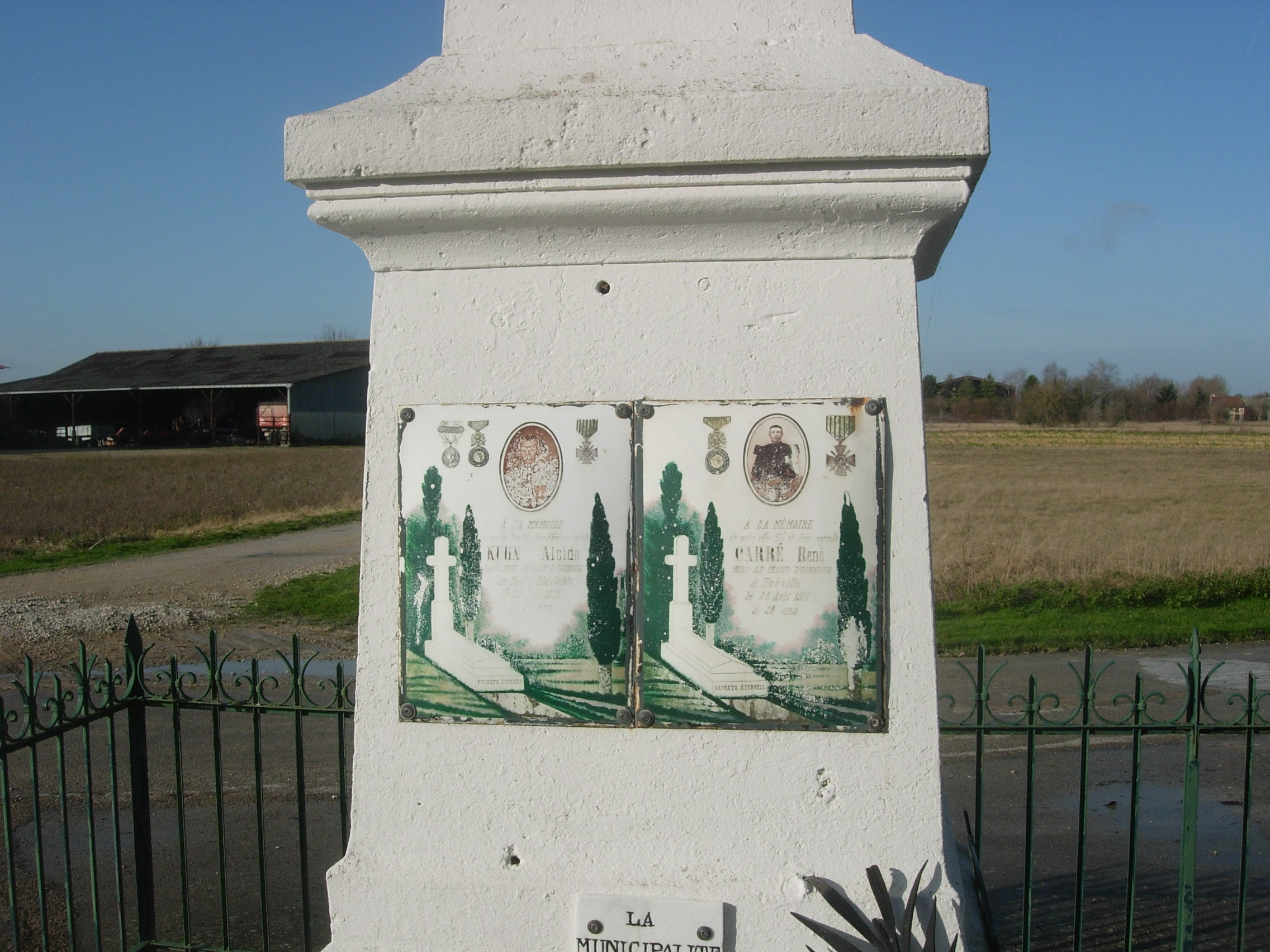
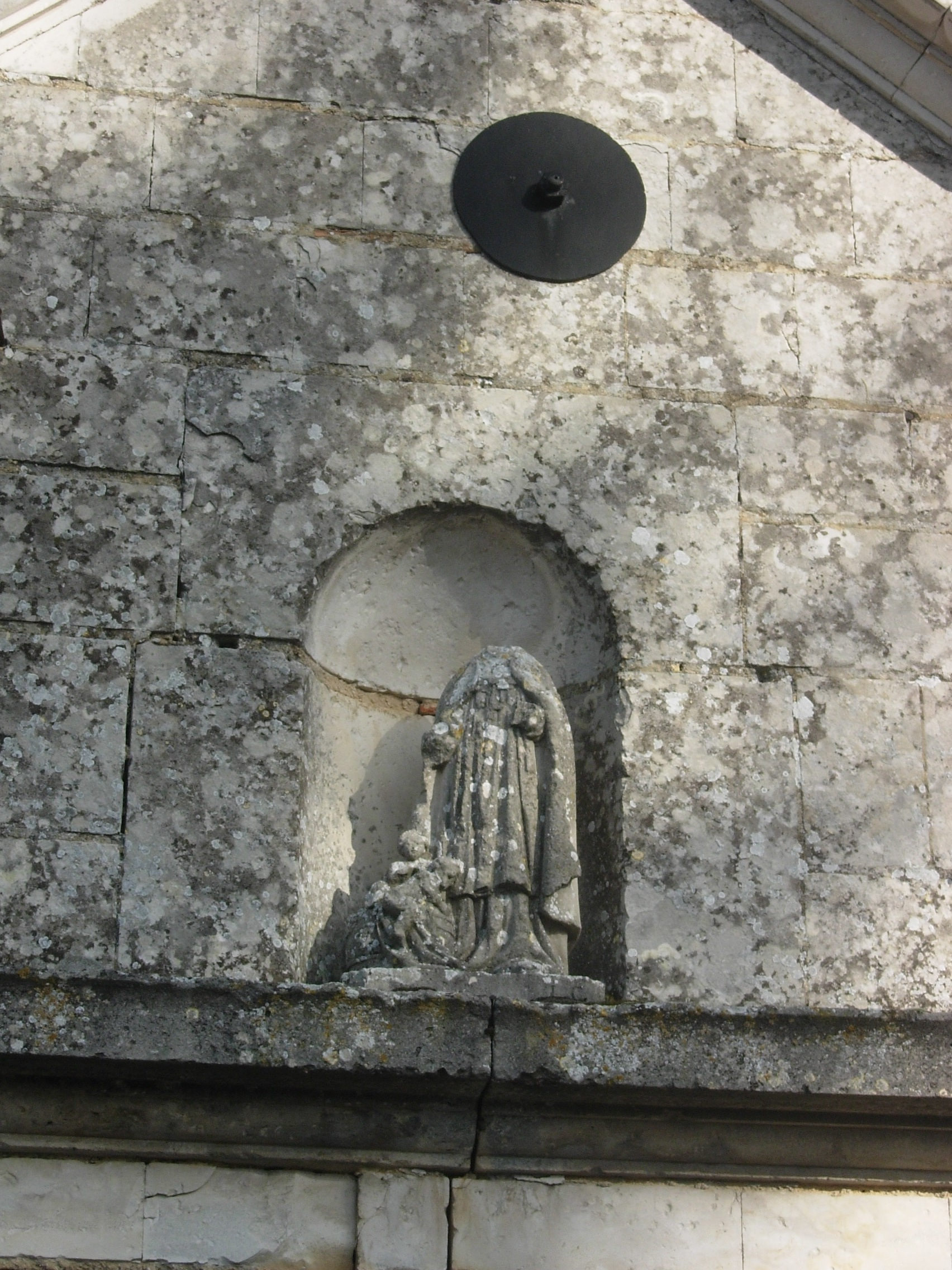